# Alexander Baring, 1:e baron Ashburton
Alexander Baring, 1:e baron Ashburton, född 27 oktober 1778, död 13 maj 1848, var en brittisk bankir.

## Biografi
Alexander Baring var son till bankmannen Francis Baring, 1:e baronet samt far till Bingham Baring, 2:e baron Ashburton och Francis Baring, 3:e baron Ashburton.
Baring övertog ledningen av Barings Bank efter fadern, och utvidgade den ytterligare, främst genom förbindelser med USA. Han utnämndes 1835 till pär under namnet lord Ashburton och sändes till Förenta staterna för att reda upp en del gränstvister och lyckades åstadkomma en förlikning i Washington 1842, som går under namnet Webster–Ashburtonfördraget.